# Sainte-Engrâce
Sainte-Engrâce – miejscowość i gmina we Francji, w regionie Nowa Akwitania, w departamencie Pireneje Atlantyckie.
Według danych na rok 1990 gminę zamieszkiwało 319 osób, a gęstość zaludnienia wynosiła 4 osób/km² (wśród 2290 gmin Akwitanii Sainte-Engrâce plasuje się na 861. miejscu pod względem liczby ludności, natomiast pod względem powierzchni na miejscu 56).